# Christophe Moreau
Christophe Moreau (ur. 12 kwietnia 1971 w Vervins) – francuski kolarz szosowy, wicemistrz świata.

## Kariera
Największy sukces w karierze osiągnął w 1994 roku, kiedy reprezentacja Francji w składzie: Jean-François Anti, Dominique Bozzi, Pascal Deramé i Christophe Moreau zdobyła srebrny medal w drużynowej jeździe na czas podczas mistrzostw świata w Agrigento. Był to jednak jedyny medal wywalczony przez niego na międzynarodowej imprezie tej rangi. Ponadto w 1996 roku wygrał Vuelta de Chile, Critérium International w 1998 roku, Tour du Poitou-Charentes w 1999 roku, Critérium du Dauphiné w latach 2001 i 2007 oraz Quatre Jours de Dunkerque w 2003 roku. Wielokrotnie startował w Tour de France, najlepszy wynik osiągając w 2000 roku, kiedy zajął czwarte miejsce w klasyfikacji generalnej. Był też siódmy w 2006 roku i ósmy w 2003 roku, a dwa lata wcześniej wygrał jeden etap. W 2000 roku wystartował na igrzyskach olimpijskich w Sydney, zajmując 61. miejsce w wyścigu ze startu wspólnego i trzynaste w indywidualnej jeździe na czas. Na rozgrywanych cztery lata później igrzyskach w Atenach nie ukończył wyścigu ze startu wspólnego, a w jeździe na czas był jedenasty. W 2010 roku zakończył karierę.
W 1998 roku przyznał się do brania EPO, wraz z kilkoma innymi kolarzami Festiny, za co został zawieszony na 6 miesięcy.

## Osiągnięcia
- 1995 - 2. miejsce – Tour de l’Avenir
- 1996 - 7. miejsce – Tour de France 1996
- 1999 - 1. miejsce – Route du Sud
- 2000 - 3. miejsce – Mistrzostwa Francji, 4. miejsce – Tour de France 2000, 6. miejsce – Dauphiné Libéré
- 2001 - 1. miejsce – Dauphiné Libéré, 2. miejsce – Mistrzostwa Francji
- 2002 - 3. miejsce – Dauphiné Libéré
- 2003 - 1. miejsce – Quatre Jours de Dunkerque, 5. miejsce – Dauphiné Libéré, 8. miejsce Tour de France 2003, 9. miejsce – La Flèche Wallonne
- 2004 - 12. miejsce Tour de France 2004
- 2005 - 11. miejsce Tour de France 2005 (w miesiąc po zakończeniu wyścigu Moreau był oskarżony o doping razem z Alexem Zülle i Abrahamem Olano. Zarzuty okazały się jednak fałszywe.)
- 2006 - 2. miejsce Dauphiné Libéré, lider klasyfikacji górskiej i klasyfikacji kombinowanej Dauphiné Libéré, lider klasyfikacji górskiej Dookoła Katalonii, 8. miejsce Tour de France 2006
- 2007 - 1. miejsce – Dauphiné Libéré

## Przynależność drużynowa
- 1995 - 2000 Festina
- 2001 - 2005 Crédit Agricole
- 2006 - 2007 AG2R Prévoyance